# Constantin Pader
Constantin Pader, auch Konstantin Pader (* etwa 1596–1598, 1600 oder 1605; † 29. April 1681 in München) war ein deutscher Bildhauer und Baumeister.

## Leben

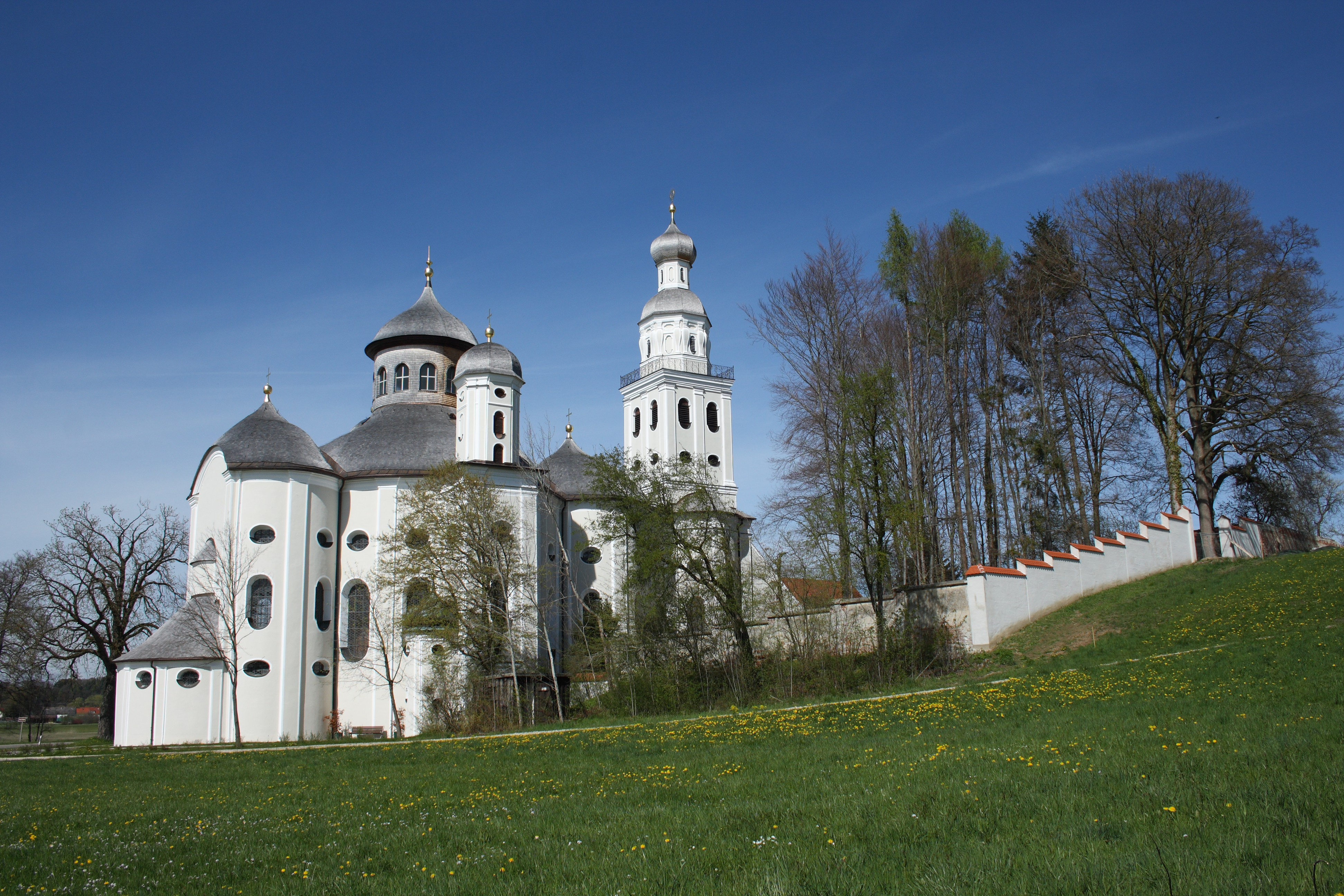
Wallfahrtskirche Maria Birnbaum

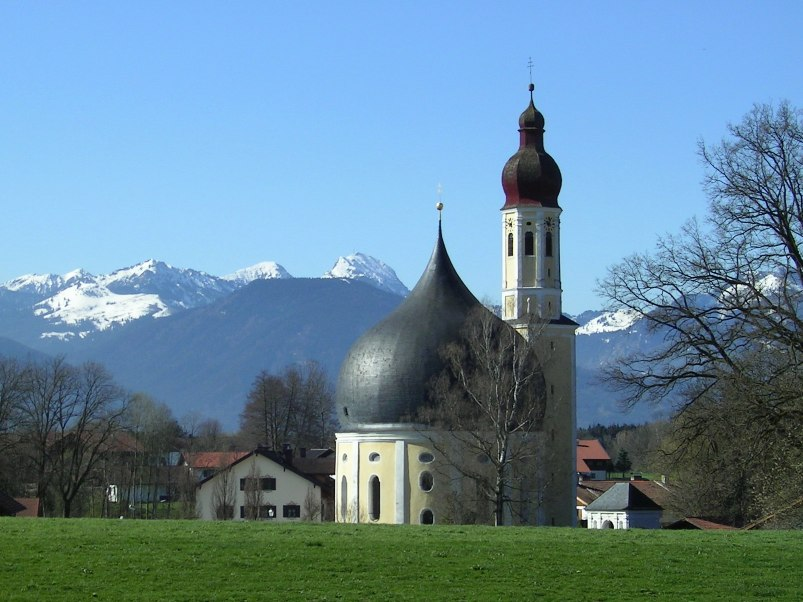
Wallfahrtskirche St. Johann Baptist und Heilig Kreuz

Der Sohn des Maurers, Steinmetzes und Stuckateurs Melchior Pader wurde als Bildhauer ausgebildet und war als solcher zunächst in der Dachauer Gegend tätig. 1636 wurde er von der Münchner Bildhauerzunft zum Meister ernannt. In den 1650er Jahren avancierte er zum Bausachverständigen des Münchner Geistlichen Rates.
1658 wurde ihm der Bau der Klosterkirche Mariä Himmelfahrt in Niederschönenfeld übertragen, weil er „schon viele und schöne Kloster- und Kirchenbauten aufgeführt“ habe. Allerdings ist Paders Mitarbeit in leitender Funktion nur für zwei ältere Bauten archivalisch belegt: für die Wallfahrtskirche Unser Herr im Elend nahe Attel bei Wasserburg und für die Stadtpfarrkirche Mariä Himmelfahrt in Deggendorf. Als wahrscheinlich gilt seine Mitwirkung am Bau der Wallfahrtskirche zur Hl. Dreifaltigkeit in Weihenlinden bei Bruckmühl. Zu den gesicherten Bauten Constantin Paders aus späteren Jahren zählen die Wallfahrtskirche Maria Birnbaum in Sielenbach, die Pfarrkirche St. Emmeram in Kleinhelfendorf und die Wallfahrtskirche St. Johann Baptist und Heilig Kreuz in Westerndorf bei Rosenheim. Paders Architektur weist altbayerische, oberitalienische und slawische Einflüsse auf.
Beispiele für Constantin Paders Bildhauerkunst finden sich in den Kirchen Heilig Blut in Einsbach bei Sulzemoos (Hochaltar, Brunnenvisier), St. Florian in Wiedenzhausen (Hochaltar, Plastiken für die Seitenaltäre, Kanzel), St. Laurentius in Petershausen (Hochaltar), St. Leonhard und Anna in Pasenbach (Hochaltar, Seitenaltäre), St. Nikolaus und Maria in Mitterndorf (Hochaltar, Plastiken für Tabernakel und Kanzel), St. Ulrich in Mühldorf bei Petershausen (Hochaltar) und St. Martin in Unterbachern bei Bergkirchen (Seitenaltäre).